# Paraphlomis foliata
Paraphlomis foliata là một loài thực vật có hoa trong họ Hoa môi. Loài này được (Dunn) C.Y.Wu & H.W.Li mô tả khoa học đầu tiên năm 1965.